# Doolee Band
«DooLee Band», группа «Дули» — израильская панк-группа, созданная в 2002 году в Иерусалиме. Музыка группы синтезирует такие стили, как реггей, ска-панк, цыганскую музыку и русскую народную музыку. Сами участники этот музыкальный сплав называют «drunk’n’brass».

## История
Группа «Дули» (DooLee band) была основана в Иерусалиме в 2002 году, эмигрантами из бывшего Советского Союза, как джэм коллектив играющий на вечеринках и концертах. Со временем джэмы переросли в песни и солидный коллектив состоящий из девяти музыкантов, укомплектованный ритм и духовой секциями, гитарами и электронными инструментами. Основатель и лидер группы, Антон Кучер, автор большинства текстов группы. Так же на концертах исполнялись песни сочененые на стихи таких поэтов как, Алексей Полев (aka Shixpir), Роман Баенбаев, Ханох Левин и други авторов.
В музыке группы «DooLee  явно прослеживается восточноевропейская цыганская мелодика, положенная на ритмическую основу таких стилей как свинг, даб, диско, ска-панк и реггей.
С 2002 года «DooLee band» выступает а Иерусалимских и Тель-авивских клубах
В 2007 году «DooLee band» году выходил миньон «15 minutes» с тремя песнями
В 2008 году «DooLee band» выступали на Иерусалимском фестивале Джаз-глобус
В 2009 году «DooLee band» участвуют в новом проекте Надежды Кучер «Kriminal Projekt»
В 2010 году «DooLee band» стали автором саундтрека к сериалу Тройка (телесериал)
В 2012 году группа выпустила свой альбом Drunk’n’brass.
В 2013 году группа выступала на фестивале в Ришон-ле-Цион
В 2013 году группа стали соавторами саундтрека к короткометражному фильму Анастасии Цветаевой «Иерусалимский Синдром»
В 2015 году Антон Кучер начинает новый проект JLM Goy Division
Выступали вместе с Лос Капарос, Крузенштерн и пароход, Манго-Манго,Alec Kopyt

## Дискография группы
- 15 minutes, DooLee band, записанный в студии «Keshet studio», Иерусалим, 2007[2]
- Drunk’n’brass, DooLee band, записанный в студии «Kicha studios», Тель Авив, 2012[13]
- Alec Kopyt & Doolee Band — «Brulliantovy», Auris Media label, 2014[14][15]